# Oyo Odunayo Ojo
Oyeniran Olalere Odunayo Ojo (* 11. August 1973 in Lagos) ist ein ehemaliger deutscher Footballspieler.

## Karriere

### Als Spieler
Odunayo Ojo spielte ab 1989 American Football im Nachwuchsbereich der Lübeck Cougars. 1993 schloss er sich dem Regionalligisten Bremen Wolverines an. 1996 wechselte der 1,75 Meter messende Runningback zu den Kiel Baltic Hurricanes in die Football-Bundesliga. Odunayo Ojo gelang 1999 der Sprung in die NFL Europe, er wurde von der in Düsseldorf ansässigen Mannschaft Rhein Fire unter Vertrag genommen und spielte bis einschließlich 2003 für die Rheinländer. 2000 gewann er mit Rhein Fire den World Bowl, 2002 und 2003 zog er mit der Mannschaft ebenfalls in das Endspiel der NFL Europe ein, verlor diese aber.
Außerhalb der Saison in der NFL Europe war Odunayo Ojo ab 2000 zusätzlich in der Football-Bundesliga Spieler der Düsseldorf Panther. Im Spieljahr 2002 war er Mitglied des Zweitligisten Dresden Monarchs und stieg mit den Sachsen in die höchste deutsche Spielklasse auf. Von 2003 bis 2005 lief Odunayo Ojo für die Essener Mannschaft Assindia Cardinals auf, er beendete seine Spielerlaufbahn nach der Saison 2006, in der er zum Ausgangspunkt seiner Karriere zurückgekehrt war und für die Lübeck Cougars in der zweiten Liga spielte.

### Als Trainer
Als Trainer wurde er in Hamburg im Jugendbereich der St. Pauli Buccaneers tätig, 2008 war er als für die Runningbacks zuständige Trainer bei den Assindia Cardinals für deren GFL-Wiederaufstieg mitverantwortlich. Im Juli 2009 wurde Odunayo Ojo in den Trainerstab der deutschen Nationalmannschaft berufen und übernahm in diesem die Betreuung der Runningbacks. In diesem Amt trug er zum Gewinn des Europameistertitels 2010 bei. 2012 trat er das Amt des Angriffskoordinators der Solingen Paladins (Oberliga) an.
Zur Saison 2022 wurde Odunayo Ojo von Rhein Fire in der European League of Football als Runningback-Coach verpflichtet. Ende Juli 2022 wurde er entlassen.